# なめこのうた
「なめこのうた」は、福原遥の5枚目のシングル。2013年2月13日にんふんふレコードから発売された。

## 概要
コンピレーションアルバム『なめこのCD』からのリカット。この曲はなめこキャラクターがたくさん登場するPVがYouTubeで再生回数200万を突破するなど、そのポップ&キュートな楽曲とシュールな映像で話題になった。当初は2012年11月7日に発売される予定だったが、「制作の都合」として2013年2月13日に変更された。2013年12月時点においてYouTubeでの再生数は1600万を突破し、コメント数は3000以上に達しており、リアルサウンドでは「陰のヒット曲」と評されている。2021年6月の現在、YouTubeでの再生数は3600万回を突破している。
福原は2013年4月30日、6月18日放送の『火曜曲!』に出演し「なめこのうた」を歌唱した。

## 収録曲

### CD
1. なめこのうた
作詞：テルジヨシザワ　作曲：テルジヨシザワ・健-tkr-　編曲：健-tkr-
2. なめこのうた（inst.）

### DVD
1. なめこのうた
2. 福原遥のダンスレッスン[8]
3. いっしょにおどろう